# Rafael Vidal
Rafael Antonio Vidal Castro (ur. 6 stycznia 1964 w Caracas, zm. 12 lutego 2005), wenezuelski pływak. Brązowy medalista olimpijski z Los Angeles.
Specjalizował się w stylu motylkowym. Zawody w 1984 były jego drugimi igrzyskami olimpijskimi, startował również cztery lata wcześniej. W Los Angeles był trzeci na dystansie 200 metrów. W 1983 zdobył dwa brązowe medale na igrzyskach panamerykańskich (100 i 200 m motylkiem). Po zakończeniu kariery sportowej został komentatorem telewizyjnym. Zginął w wypadku samochodowym.